# ゲルハルト・ハナッピ
ゲルハルト・ハナッピ（Gerhard Hanappi、1929年2月16日 - 1980年8月23日）はオーストリア出身の同国代表サッカー選手。ポジションはディフェンダー。
1953年のFIFA世界選抜に選出され、オーストリアの20世紀ベストイレブンにも選出されたDF。
当時オーストリア・ブンデスリーガに属していたヴァッカー・ウィーン出身。21歳でオーストリア最優秀選手賞を受賞するなど、「ドイツ語圏最高の至宝」と言わしめたほどの才能を持ち、多くのクラブが引き抜きにかかる。しかしヴァッカー・ウィーンは他チームへの移籍を拒否。そこでSKラピード・ウィーンのスポーツディレクター自らがハナッピを「誘拐」（実際には本人の了解を得て知人の家でかくまった）。正式には「行方不明」となったハナッピはこの「誘拐」から数ヶ月後に「本人が行方不明」という理由から自動的に無所属になり、ヴァッカー・ウィーンとの契約も無効になる。しかし無所属になった時点で突然本人の行方が分かるようになり、ヴァッカー・ウィーンの関係者が連絡を取った時点では既にSKラピード・ウィーンと契約を交わしていた、という現在では信じられないようなエピソードがある。現在でもこの出来事は「ハナッピ事件」として知られている。しかしこのような「誘拐」を計画してまでもハナッピを獲得したいというクラブが現れたこと自体が彼の才能がいかにずば抜けていたかを物語っている。
その後はSKラピード・ウィーンの一員としてオーストリア・ブンデスリーガでの優勝7回、オーストリア・カップ優勝1回、ミトローパ・カップ優勝1回、UEFAチャンピオンズカップ準決勝進出等輝かしい経歴を残す。同クラブでプレーした14年のうち7年間は主将としてチームを引っ張り、333試合に出場、114得点を記録している。
オーストリアA代表選手として93試合に出場、1954年FIFAワールドカップ・スイス大会では3位という好結果に貢献している。
当初はMF、20代前半から攻撃的なDFとして多くの試合に出場していたが、実際にはどのポジションもこなせる多様性のあるユーティリティープレーヤーとして高い評価を得ていた。
1965年に現役を引退。同年にはオーストリア国家勲章を授与される。フーゴ・マイスルの様にサッカー業界出身の人間が国家勲章を授与することは過去に幾度かあったが、サッカー選手としての功績が認められての授与は初めてのことであった。
引退後は「ヴェストシュターディオン」（現在のゲルハルト・ハナッピ・シュターディオン）を設計、建築家として優れた功績を残した。1980年8月23日、癌のため51歳で死去した。

## 所属クラブ
- ヴァッカー・ウィーン 1947-1950
- SKラピード・ウィーン 1950-1965

## 獲得したタイトル
- ミトローパ・カップ優勝1回　（1951）
- オーストリア・ブンデスリーガ優勝7回　（1951,1952,1954,1956,1957,1960,1964）
- オーストリア・カップ優勝1回　（1961）